# Musée de Préhistoire de Tautavel
Das Musée de Tautavel – Centre Européen de Préhistoire ist ein Naturkundemuseum in der nordkatalanischen Ortschaft Tautavel im französischen Département Pyrénées-Orientales.

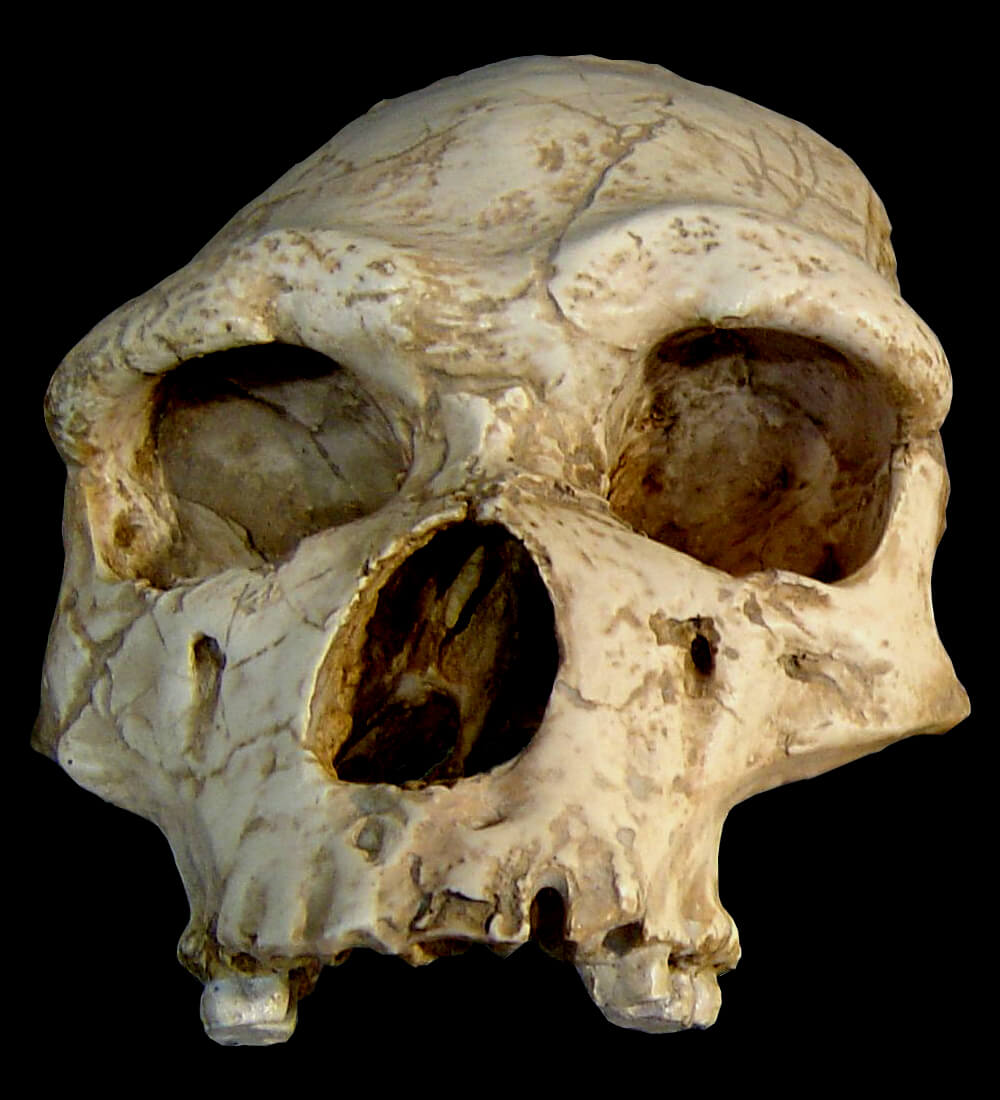
Der Schädel Arago XXI

## Geschichte und Entwicklung
Anlass für die Gründung des Museums war insbesondere der Fund des sogenannten Menschen von Tautavel, eines  450.000 Jahre alten, sehr gut erhaltenen Schädels (Archivnummer: Arago XXI) von Homo heidelbergensis in der Höhle von Arago (Caune de l'Arago) im Juli 1971. Bereits zuvor waren jedoch seit Beginn der Grabungen im Jahr 1964 einzelne hominine Zähne und Kiefer-Fragmente aus dieser Höhle geborgen worden; sie liegt heute – durch ein Gittertor verschlossen – rund zwei Kilometer nordöstlich von Tautavel, oberhalb vom linken Ufer des Flüsschens Verdouble bei dessen Austritt aus der Gouleyrous-Klamm. Daraufhin wurde 1978 in Tautavel ein kleines Museum zur Präsentation besonderer Funde eingerichtet. Betrieben wurde es als Ableger der Universität von Paris. 1992 wurde das Museum auf 2000 Quadratmeter erweitert und zu einem Zentrum der prähistorischen Forschung in Europa aufgewertet. Das Museum präsentiert auf mehreren Ebenen Kopien der Knochenfunde der fossilen Menschen von Tautavel, Originalfunde anderer Fossilien und Werkzeuge der mittleren Altsteinzeit. Hierzu gehören altsteinzeitliche Fossilien von Tieren wie Steppenbison, Höhlenbär, Leopard und Höhlenlöwe sowie jüngere regionale Archäologika bis in die Eisenzeit. Neben solchen Originalfunden geben mehrere Dioramen mit lebensgroßen Menschen und Tieren, die Rekonstruktion der Höhle von Arago sowie eine allgemeinverständliche Audioführung einen anschaulichen Einblick in vergangene Lebenswelten.

## Museumsdidaktik
Das Museum ist bekannt für seine überragenden Sammlungen, aber auch für das kulturelle Angebot. Jedes Jahr erweitern Sonderausstellungen die Ausstellung. Während der Schulferien werden Workshops zu prähistorischen Techniken für die Öffentlichkeit angeboten, ebenso wie zahlreiche andere Animationen.
Das Musée de Tautavel gehört zum Établissement public de coopération culturelle (EPCC), das auch das Centre Européen de Recherches Préhistoriques de Tautavel (CERP) umfasst, in dem die meisten Forscher im UMR 7194 des Nationalen Zentrums für wissenschaftliche Forschung (CNRS), das die Universität Perpignan und die Abteilung für Vorgeschichte des Muséum national d’histoire naturelle von Paris vereint, tätig sind.

## Europäisches Zentrum für prähistorische Forschungen (CERP)
Forscher und Studenten in Archäologie, Paläoanthropologie, Palynologie, Paläontologie, Archäozoologie, Geologie und anderen Fächern arbeiten in den Sammlungen des Museums und des Forschungszentrums an Objekten und Fossilien, die hauptsächlich aus den Grabungen in der Caune de l'Arago stammen.

## Galerie

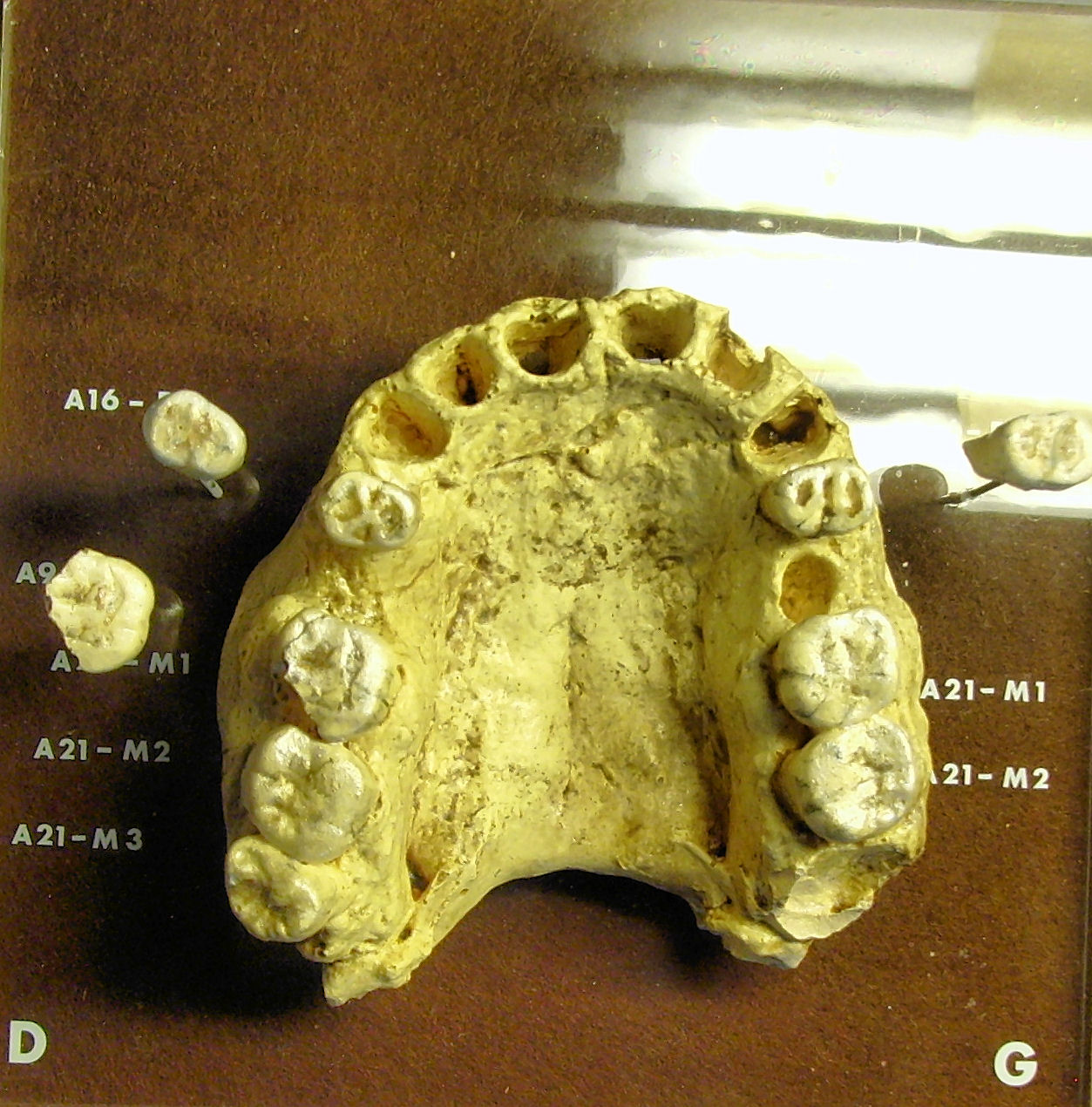
Das Fossil Arago 1: Oberkiefer und einzelne Zähne
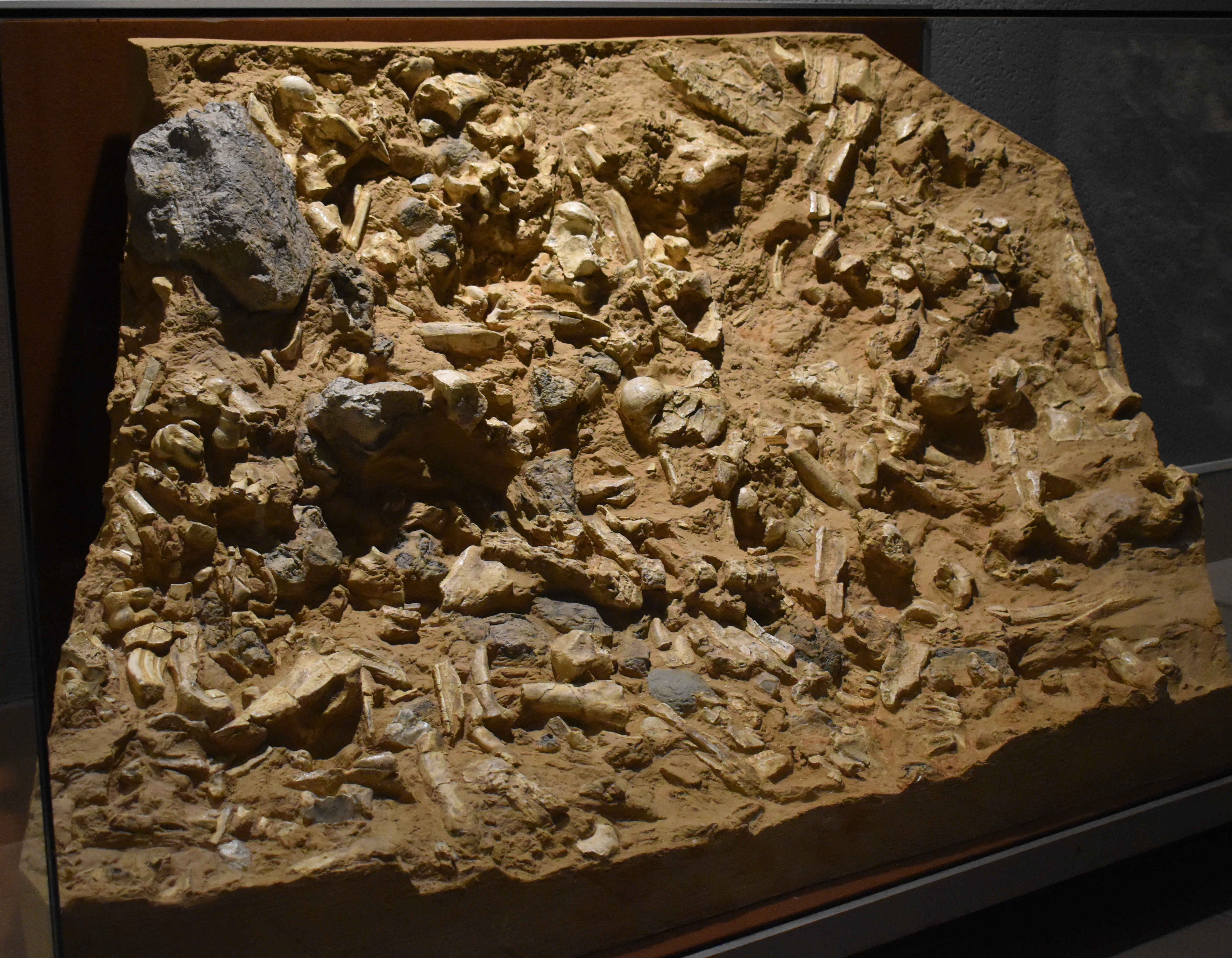
Abguss eines Fundhorizonts
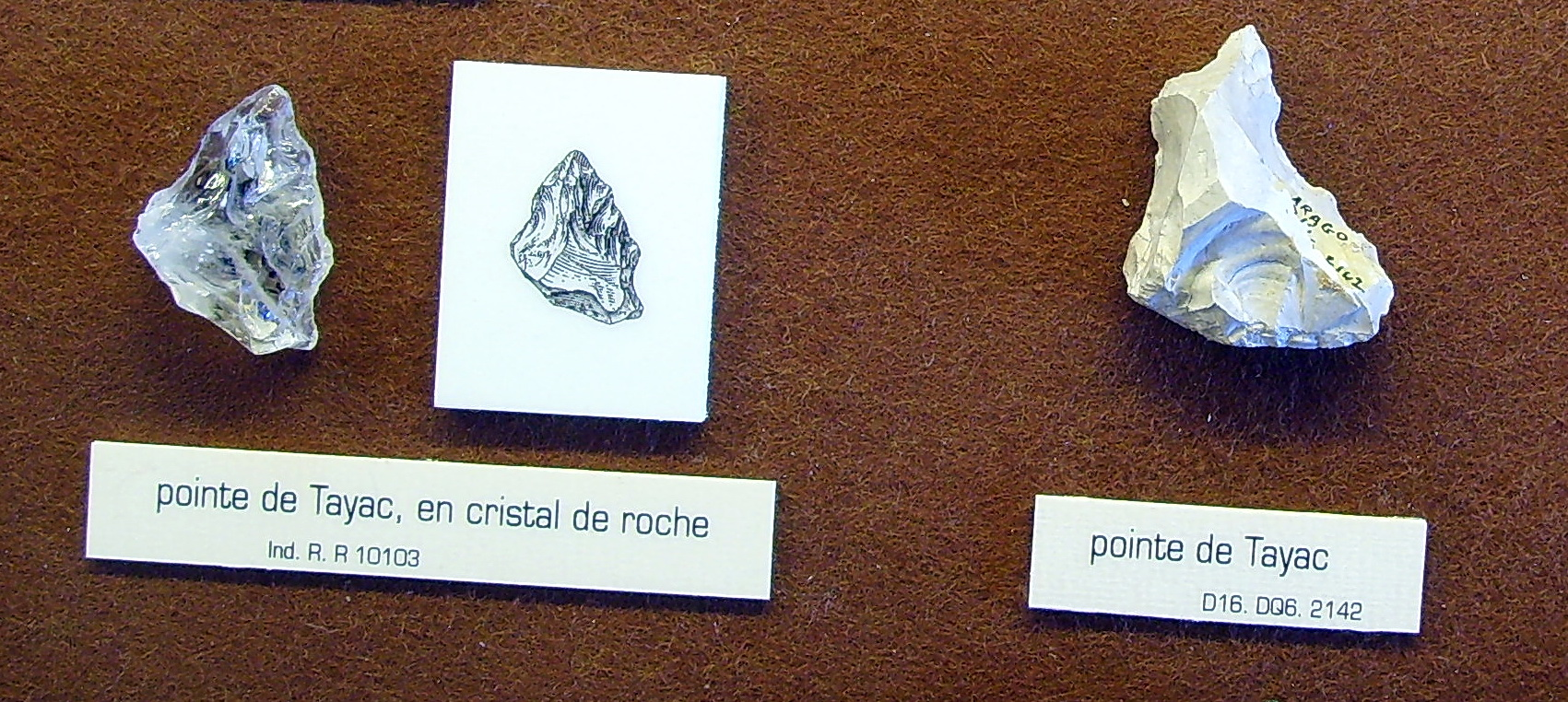
Steinwerkzeuge
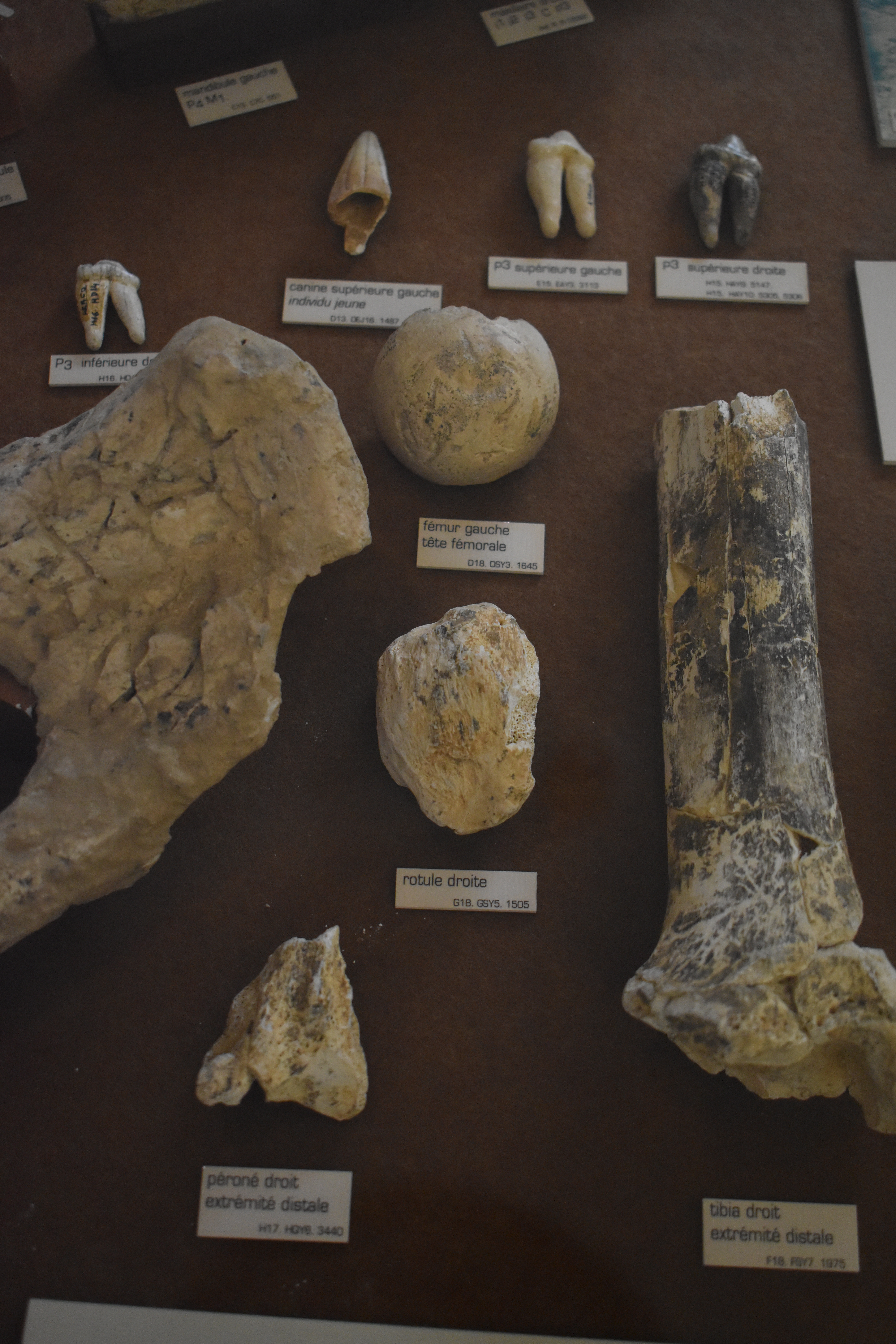
Höhlenlöwe (Panthera leo mosbachensis)
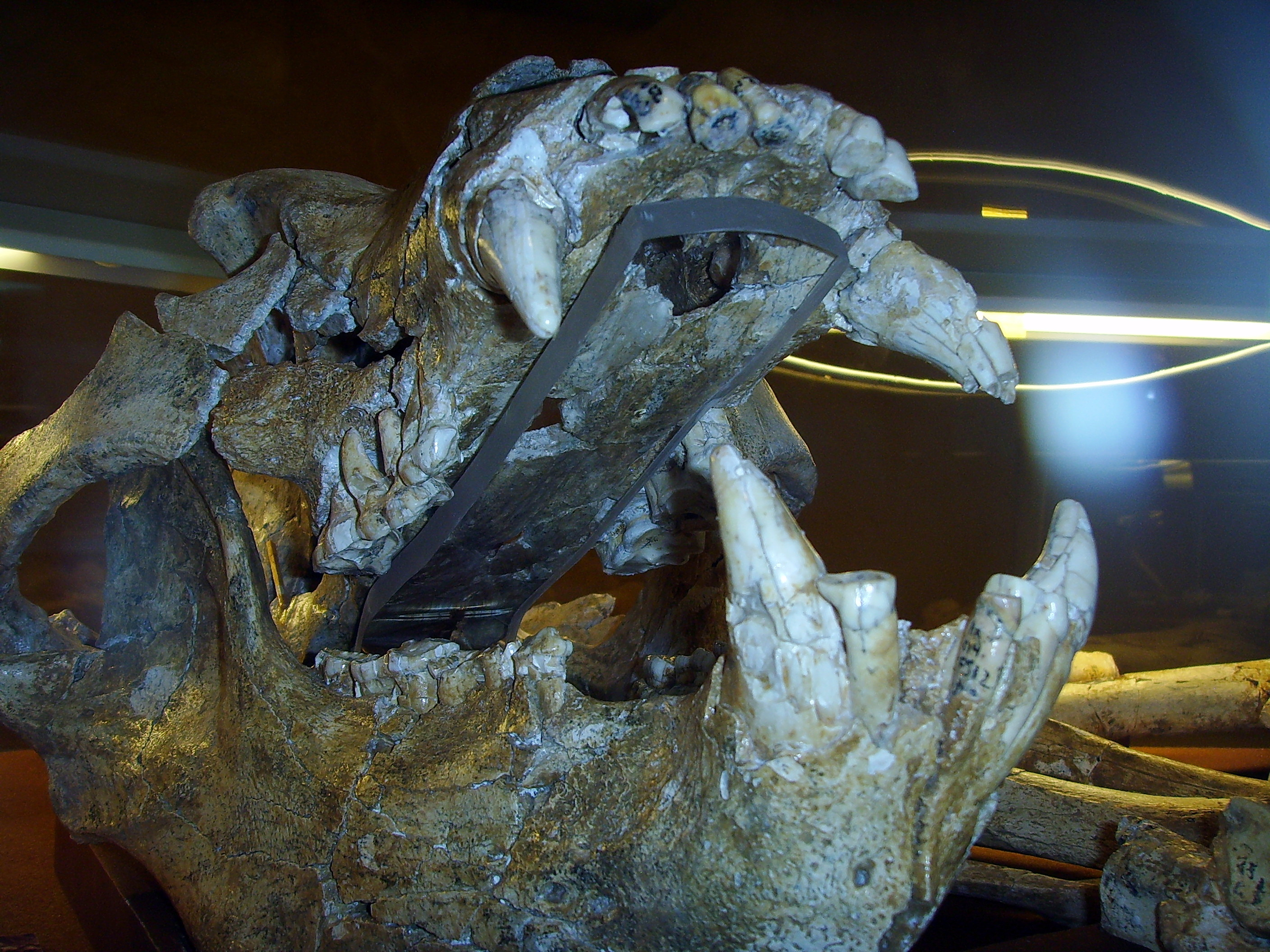
Höhlenbär (Ursus deningeri)
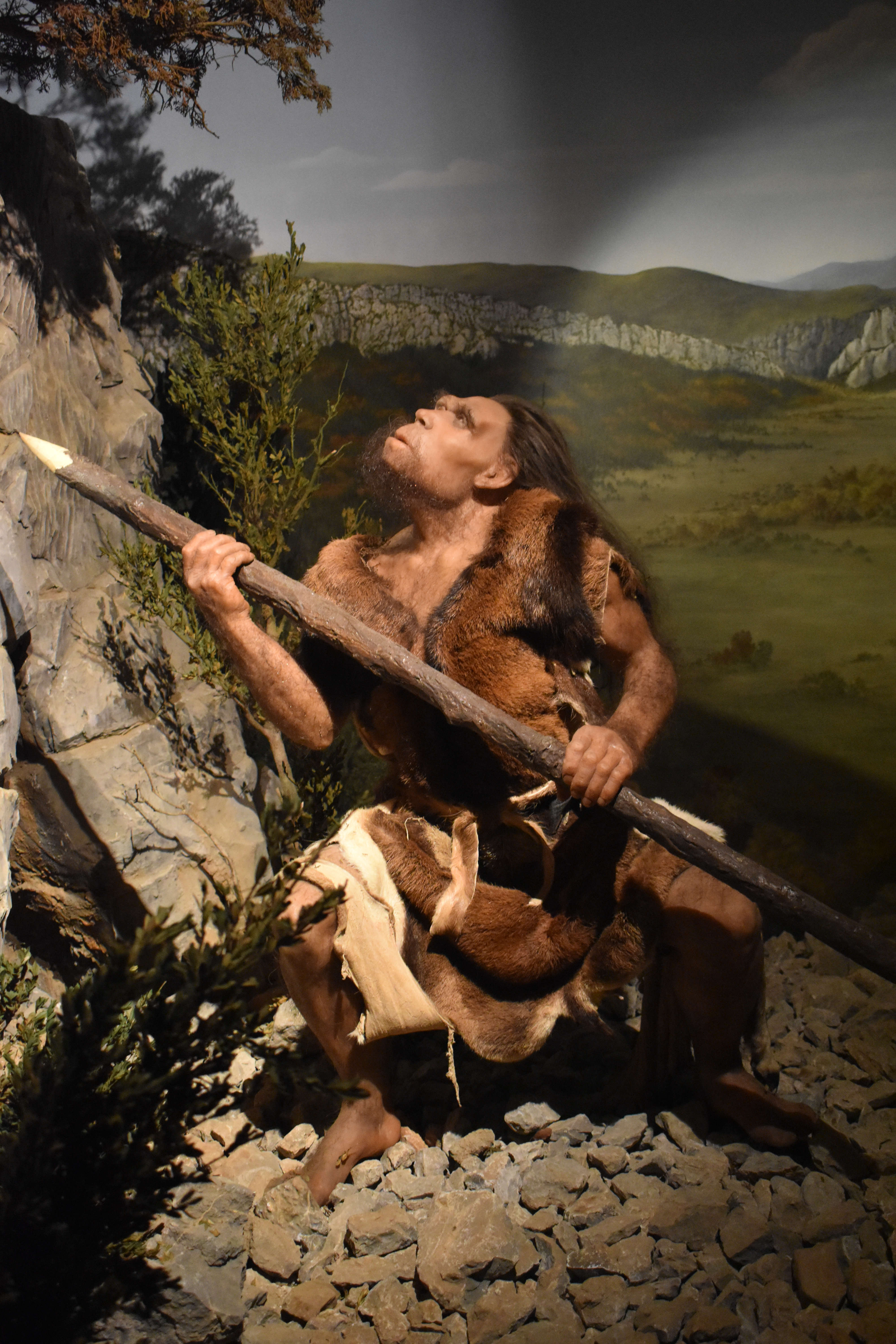
Diorama:Jagd auf Mufflons